# F91 Dudelange
F91 Dudelange je nogometni klub iz grada Dudelangea u Luksemburgu.

### U Europi
Tablica sa statistikom kluba po UEFA-inim natjecanjima: 
| Natjecanje            | Uta. | Pob | Izj. | Por. | Po. | Pr |
| --------------------- | ---- | --- | ---- | ---- | --- | -- |
| UEFA Liga prvaka      | 14   | 2   | 2    | 10   | 11  | 41 |
| Kup pobjednika kupova | 4    | 0   | 0    | 4    | 3   | 19 |
| Kup UEFA              | 6    | 0   | 1    | 5    | 2   | 11 |

## Uspjesi
- Luksemburška prva liga

Prvak (16): 1999./00., 2000./01., 2001./02., 2004./05., 2005./06., 2006./07., 2007./08., 2008./09., 2010./11., 2011./12., 2013./14., 2015./16., 2016./17., 2017./18., 2018./19., 2021./22.
Doprvak (5): 1998./99., 2002./03., 2003./04., 2009./10., 2012./13., 2020./21.
- Luksemburški kup

Osvajač (8): 2003./04., 2005./06., 2006./07., 2008./09., 2011./12., 2015./16., 2016./17., 2018./19.
Finalist (6): 1992./93., 1993-94., 2001./02., 2010./11., 2013./14., 2014./15.

### Kao Alliance Dudelange
- Luksemburška prva liga

Doprvak (1): 1961./62.
- Luksemburški kup

Osvajač (2): 1960./61., 1961./62.
Finalist (1): 1968./69.

### Kao Stade Dudelange
- Luksemburška prva liga

Prvak (10): 1938./39., 1939./40., 1944./45., 1945./46., 1946./47., 1947./48., 1949./50., 1954./55., 1956./57., 1964./65.
Drugi (6): 1919./20., 1922./23., 1924./25., 1927./28., 1955./56., 1959./60.
- Luksemburški kup

Osvajač (4): 1937./38., 1947./48., 1948./49., 1955./56.
Finalist (8): 1927./28., 1935./36., 1938./39., 1939./40., 1946./47., 1956./57., 1957./58., 1959./60.

### Kao US Dudelange
- Luksemburška prva liga

Doprvak (4): 1938./39., 1939./40., 1945./46., 1946./47.
- Luksemburški kup

Osvajač (1): 1938./39.
Finalist (1): 1957./58.

## Vanjske poveznice
- F91 Dudelange službena stranica
- Ultras Diddeleng fan klub